# Rhyssemus algiricus
Rhyssemus algiricus är en skalbaggsart som beskrevs av Lucas 1846. Rhyssemus algiricus ingår i släktet Rhyssemus och familjen Aphodiidae.

## Underarter
Arten delas in i följande underarter:
- R. a. meridionalis
- R. a. marqueti